# Kanut Graf des Enffans d’Avernas
Kanut Graf des Enffans d’Avernas OSB (* 11. März 1884 in Schirmdorf, Slowenien; † 6. November 1950 in Manp’o, Nordkorea) war ein österreichischer römisch-katholischer Geistlicher, Ordensmann, Missionar und Märtyrer. 

## Leben
Benedikt Graf des Enffans d’Avernas entstammte einer französischen Familie, die unter Napoleon österreichisch geworden war. Er wurde 1884 in Schirmdorf, Gemeinde Abstall, Steiermark (heute Črnci, Apače, Slowenien) geboren, besuchte das Jesuitenkolleg  Stella Matutina in Feldkirch und wurde Leutnant bei den Tiroler Kaiserjägern. 1911 trat er in das Kloster St. Ottilien der Benediktinerkongregation von St. Ottilien ein und legte am 28. Juli 1912 unter dem Ordensnamen Kanut (nach dem heiligen König Knut IV. von Dänemark) die Zeitlichen Gelübde ab. Er studierte Theologie in Dillingen und München, wurde am 13. August 1914 zum Priester geweiht und wirkte als Feldgeistlicher. Die feierliche Profess legte er am 27. August 1915 ab. 1921 ging er nach Korea in das Kloster Seoul und von dort als Oberer in die Missionsstation Naihpyong. Nach der Besetzung des Klosters Tokwon durch die koreanische kommunistische Geheimpolizei am 10. Mai 1949 kam er in das Gefangenenlager Manp’o und wurde dort am 6. November 1950 ermordet. 
Sein älterer Bruder Leopold d’Avernas OSB war Subprior in Seoul und Tokwon.

## Gedenken
Die Römisch-katholische Kirche in Deutschland hat Pater Kanut Graf des Enffans d’Avernas als Märtyrer in das deutsche Martyrologium des 20. Jahrhunderts aufgenommen.